# Zjazd w Wyteczewie

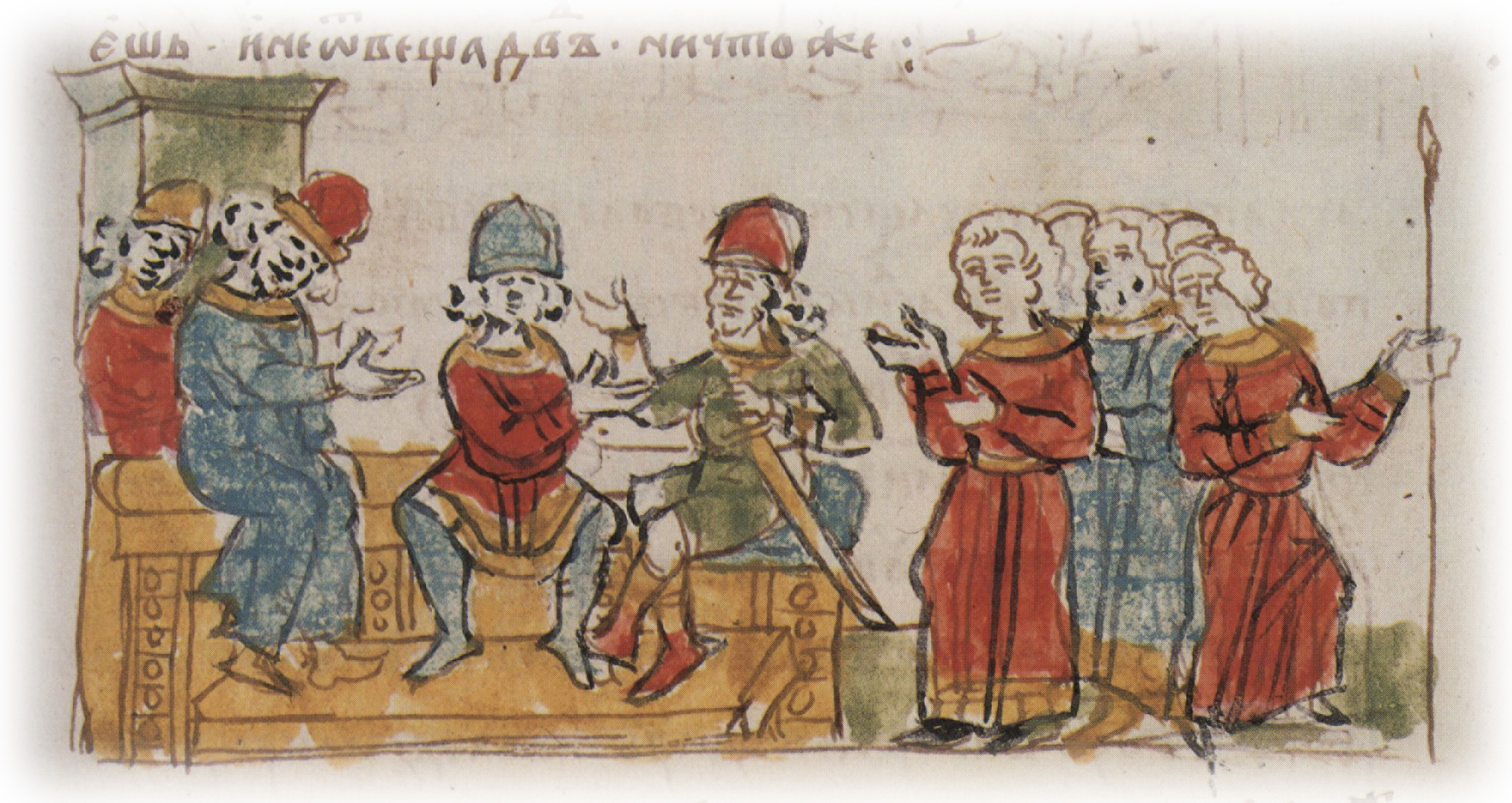
Zjazd w Wyteczewie

Zjazd w Wyteczewie (lub Wityczewie) – drugi zjazd książąt ruskich, który odbył się w Wyteczewie koło Trypola 10 sierpnia 1100 z inicjatywy Włodzimierza Monomacha.
10 sierpnia pomiędzy kniaziami Światopełkiem Izjasławiczem, Włodzimierzem Monomachem, Dawidem Światosławiczem i Olegiem Światosławiczem zawarto pokój i postanowiono zjednoczyć siły przeciw Połowcom. Księcia Dawida Igorewicza, który naruszył przymierze zawarte na zjeździe w Lubeczu, i był prowokatorem walk między księstwami ruskimi, 30 sierpnia pozbawiono Księstwa Włodzimiersko-Wołyńskiego. W zamian otrzymał Busk, Ostróg, Dubno, Czartorysk, a niedługo potem Dorohobuż i 4000 grzywien srebra. Jednocześnie postanowiono odebrać Wasylkowi księstwo trembowelskie.
Po zjeździe odbyły się wspólne wyprawy kniaziów przeciw Połowcom, które ukróciły ich ataki na Ruś Kijowską.

## Literatura
- Енциклопедія українознавства, Lwów 1993, t. 1, s. 261